# Nayaganaipriyal
Nayaganaipriyal ist ein Dorf im Distrikt Ariyalur im indischen Bundesstaat Tamil Nadu. Es gehört zur Verwaltungseinheit Gram Panchayat Nayaganaipiriyal.

## Lage
Die Siedlung befindet sich etwa 30 Kilometer südöstlich der Distrikthauptstadt Ariyalur im Subdistrikt Udayarpalayam und liegt etwa 5 Kilometer vom Fluss Kollidam entfernt. Die Landschaft ist flach und ohne Hügel.

## Bevölkerung
Das Dorf Nayaganaipriyal hatte im Jahr 2011 beim indischen Zensus 4.127 Einwohner in 1.057 Haushalten, davon 1.998 Männer und 2.129 Frauen. Die Geschlechterverteilung lag demnach bei 0,94. Indienweit lag das Geschlechterverhältnis bei 1,06, im Bundesstaat Tamil Nadu lag es relativ ausgeglichen bei 1,01. Im Gram Panchayat wohnten 1.194 Angehörige „gelisteter Kasten“ (scheduled casts), 28,93 %. Angehörige gelisteter Kasten sind zumeist Personen aus unteren Hindu-Kasten, also Dalits. Weiterhin gehörten 256 Personen zu registrierten Stammesgemeinschaften (scheduled tribes), das sind 6,20 % der Dorfbevölkerung. Scheduled tribes und scheduled castes räumt die indische Verfassung Minderheitenrechte ein.

## Bildung
Die Alphabetisierungsrate lag 2011 bei 63,36 %, damit unter dem indischen Durchschnitt von 74 % und deutlich unter dem landesweiten Durchschnitt in Tamil Nadu von 80,3 %. Das Dorf verfügte im Jahr 2023 über drei Grundschulen mit den Klassenstufen 1 bis 5 und zwei Secondary schools mit den Klassenstufen 6 bis 10.

## Infrastruktur
Nayaganaipriyal ist an die Strom- und Wasserversorgung angeschlossen. Es verfügt über Mobilfunkabdeckung.

## Verwaltung
Das Dorf wird von einem Dorfrat verwaltet. Die Verwaltungseinheit nennt sich Gram Panchayat Nayaganaipiriyal, wobei sich der Dorfname Nayaganaipriyal und der Verwaltungsname Nayaganaipiriyal orthografisch unterscheiden, was unter Umständen zu Verwirrung führen kann. Zur Verwaltungseinheit gehört noch ein zweites, als „Dorf“ ausgewiesenes Areal mit Namen Nayaganaipiriyal R.F. Das Areal liegt etwa drei Kilometer südsüdwestlich von Nayaganaipriyal und ist eine nach dem Zensus von 2011 unbesiedelte Fläche.
in vielen indischen Bundesstaaten sind die Gram Panchayats die unterste Einheit der städtischen und ländlichen Selbstverwaltung. Sie bestehen aus mindestens fünf Ortsräten, die alle fünf Jahre neu gewählt werden, und koordinieren Infrastrukturmaßnahmen, beispielsweise Projekte zur Wasserversorgung, Straßenbau oder Mülltrennung.

## Persönlichkeiten
Der Herpetologe, Ornithologe und Naturschutzbiologe Subramanian Bhupathy wurde 1962 in Nayaganaipriyal geboren.